# Abraham Pettersson (arkitekt)
Abraham Rafael Ulric Pettersson, född 29 april 1824 i Västra Kärrstorp, Malmöhus län, död 4 april 1866 i Stockholm, var en svensk arkitekt och målare.
Han var son till pastor primarius Abraham Zacharias Pettersson och Agneta Christina Rothstein samt gift första gången 1851-1858 med Olivia Mathilda Nordlander och andra gången från 1858 med Elma Edvina Rosalie af Heurlin. Pettersson var verksam som arkitekt vid Överintendentsämbetet och är som målare representerad med ett par akvareller vid Norrköpings konstmuseum.